# Rue Hector-Berlioz (Grenoble)
Pour les articles homonymes, voir Rue Berlioz.
La rue Hector-Berlioz est une voie publique de la commune française de Grenoble.

## Situation et accès

### Situation
Située aux limites de l'Hyper-centre de Grenoble et du quartier Notre-Dame, cette voie débute devant le théâtre municipal de la ville et se termine derrière le bâtiment de la station basse du téléphérique de Grenoble Bastille qui la sépare du quai Stéphane-Jay.

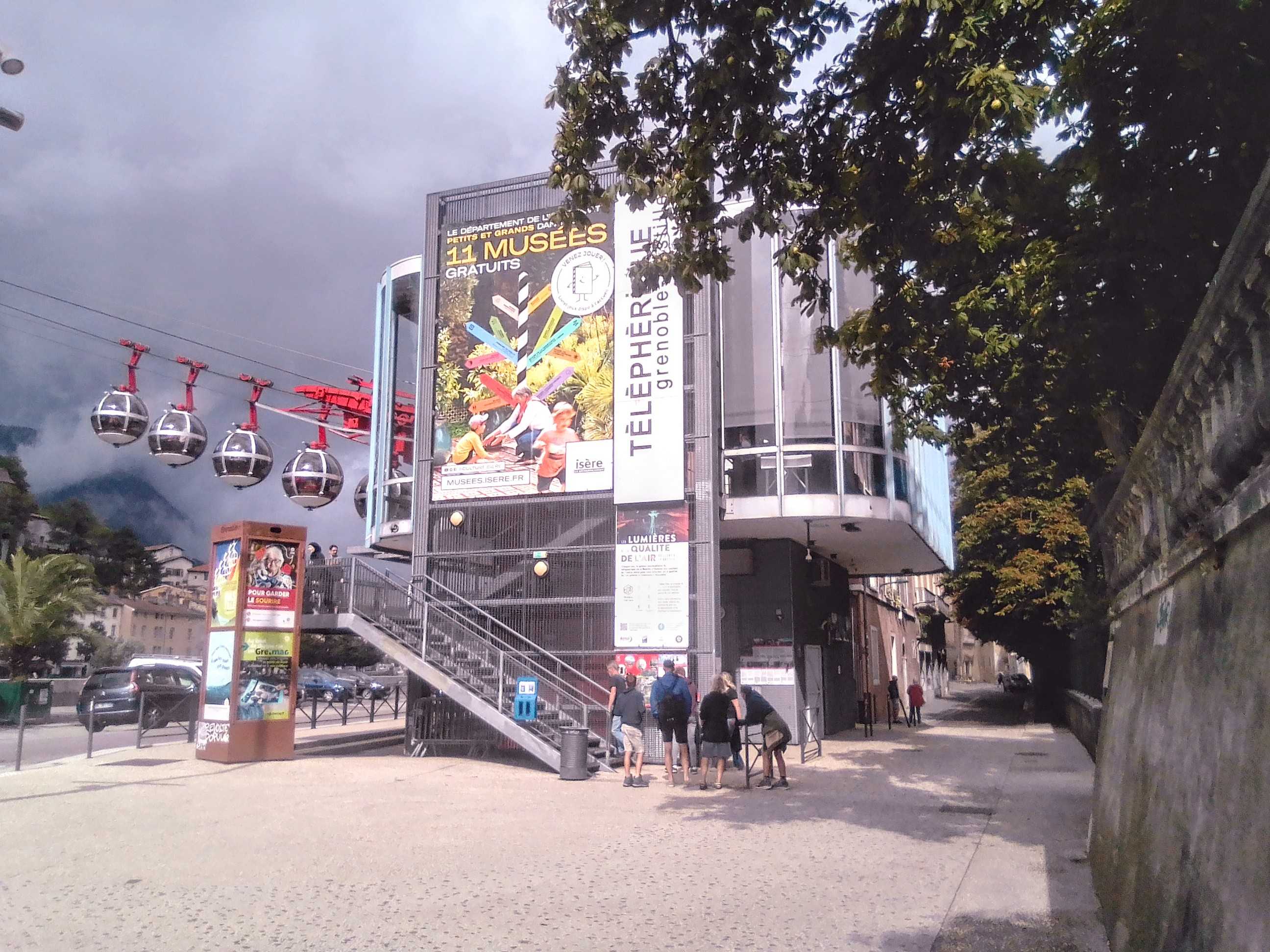
Rue Hectour-Berlioz (à droite) et la station basse du téléphérique.

Cette voie commence place Saint-André face à la collégiale Saint-André et se termine quai Stéphane Jay (dont elle est parallèle), lequel borde l'Isère, au niveau de la station basse du téléphérique de Grenoble-Bastille. 
Cette voie, relativement courte, est cependant contigüe à plusieurs sites du centre historique de Grenoble dont l'hôtel de Lesdiguières, le jardin de ville, la cinémathèque de Grenoble, le cinéma Juliet Bertho et le théâtre municipal de la ville.
La rue, qui borde la zone piétonne de la ville ainsi que le jardin de ville, principal parc public du centre-ville, est accessible aux passants depuis n'importe quel point de ces quartiers et du quartier Saint-Laurent, situé de l'autre côté de l'Isère. Elle reste cependant ouverte à la circulation automobile (en sens unique) depuis le quai Stéphane Jay et la rue Guy Pape.

### Accès
La rue Hector-Berlioz, facilement accessible à pied depuis le centre-ville, est principalement desservie par les lignes A, B  et D du réseau de tramway de l'agglomération grenobloise. Les stations les plus proches se dénomment Hubert Dubedout - Maison du Tourisme et Victor-Hugo.

## Origine du nom

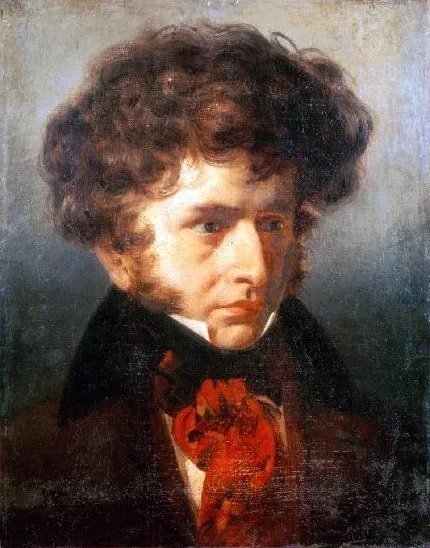
Hector Berlioz en 1832

Cette rue a reçu le nom d'Hector Berlioz, compositeur et chef d'orchestre français, né le 11 décembre 1803 à La Côte-Saint-André (Isère) et mort le 8 mars 1869 à Paris.  
Son ancien nom était la rue du Quai. Elle a reçu son nom actuel par décision du conseil municipal de Grenoble le 14 mars 1883.

## Historique

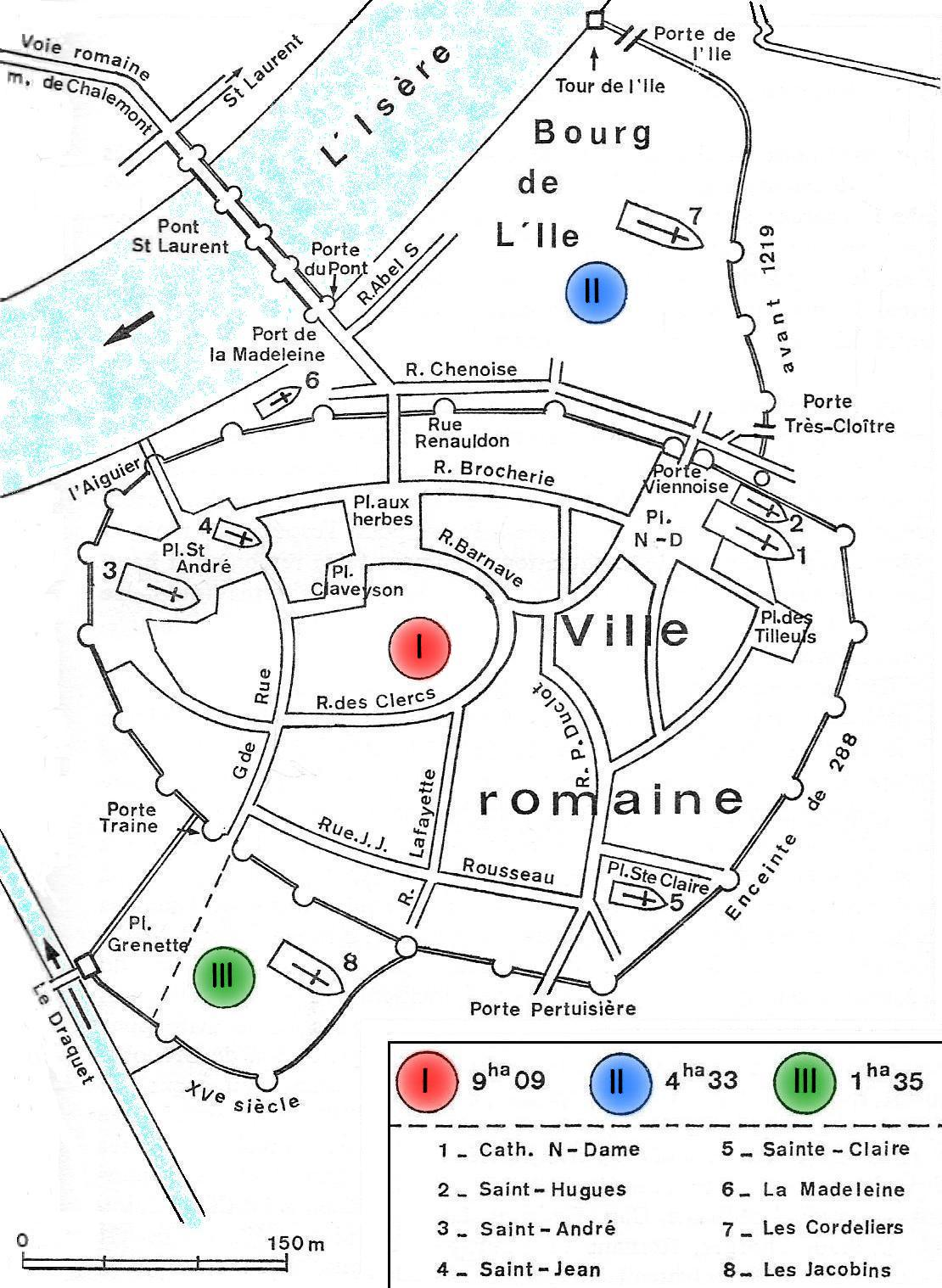
La porte de l'Aiguier se situait à l'emplacement de la rue Hector-Berlioz (plan de l'enceinte romaine du IIIe siècle).

La rue longe, le parc du jardin de ville, la cour d'honneur du bâtiment de l'ancien Hôtel de Ville de Grenoble, plus connu sous le nom d'Hôtel de Lesdiguières. La porte de l'Aiguier qui se situait sur la berge de l'Isère permettait jusqu'en 1763 de pénétrer dans cette vaste demeure. 
Durant cette période la rue abritait les écuries, les dépendances et la salle du Jeu-de-Paume du duc de Lesdiguières. En 1658 Molière et sa troupe jouèrent dans cette salle du Jeu-de-Paume. 
Avant 1883, cette rue portait le nom de rue du Quai à cause de sa proximité avec l'Isère. Le théâtre actuel qui borde la rue en direction de la collégiale Saint-André a été construit en 1768 par une société d'amateurs, puis acheté par la ville et reconstruit en 1853 et restauré plusieurs fois au XXe siècle.

## Bâtiments remarquables et lieux de mémoire

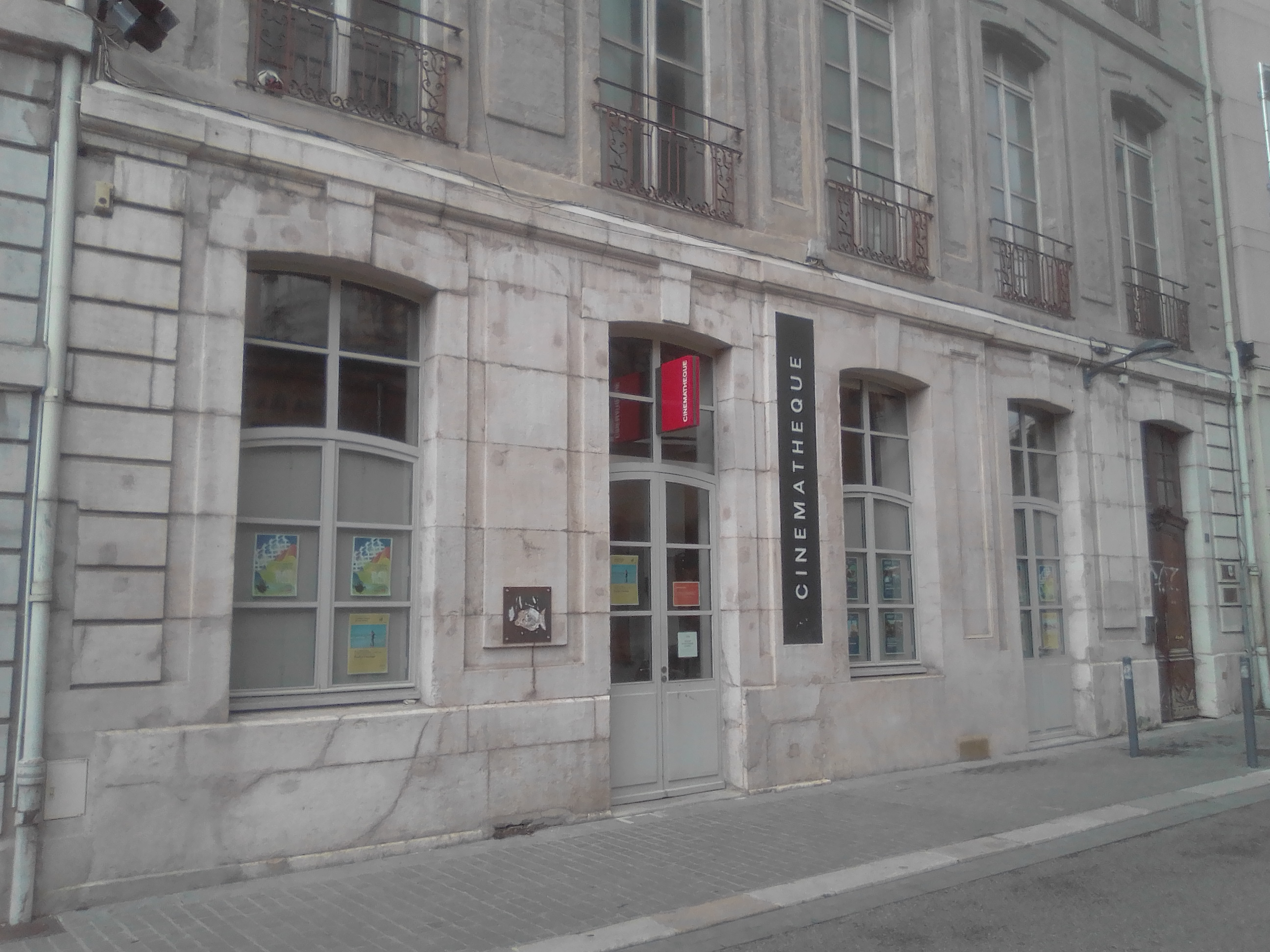
Cinémathèque de Grenoble (entrée)

- No 1 : Tour de la Trésorerie de l'hôtel de Lesdiguières.
Cette tour domine le côté impaire de la rue. Ces fondations sont assises sur l'ancien rempart romain (des clous de bronze représentant le cheminement de l'enceinte romaine de Grenoble, ont été posés en travers de la rue face à la tour) et qui faisait partie des bâtiments de l'ancien palais delphinal, cet édifice a été commandité en 1602 à l'architecte Pierre La Cuisse par François de Bonne, lieutenant-général du Dauphiné, et futur duc de Lesdiguières, qui en fera son hôtel particulier à Grenoble[4].
- No 2 et No 4 : Théâtre municipal de Grenoble, construit en 1853.
- No 4 : Cinémathèque de Grenoble, fondée en 1962.
- Sortie du cinéma Juliet Bertho, salle municipale de 190 places qui accueille les projections organisées par la Cinémathèque de Grenoble (l'entrée est situé impasse du Palais de Justice)[5].
- Station basse du téléphérique de Grenoble Bastille, station édifiée en 1976.